# Minsk Cup
Minsk Cup – coroczny jednodniowy wyścig kolarski, rozgrywany w latach 2015–2019 na Białorusi na trasie wokół Mińska.
Wyścig odbywał się od w formule jednodniowej na trasie długości 176 kilometrów wokół Mińska. Wszystkie edycje rozgrywane były z kategorią UCI 1.2 i znajdowały się w kalendarzu UCI Europe Tour.
Minsk Cup organizowany był wspólnie z Grand Prix Mińska – z reguły dzień wcześniej lub dzień po tej imprezie.
W 2020 zaplanowany na maj tego roku wyścig nie doszedł do skutku.

## Zwycięzcy
| Rok  | Pierwsze              | Drugie               | Trzecie              |          |
| ---- | --------------------- | -------------------- | -------------------- | -------- |
| 2015 | Ołeksandr Hołowasz    | Matwiej Nikitin      | Nurbołat Kulimbietow |          |
| 2016 | Aleksandr Kulikowskij | Jauhienij Hutarowicz | Anton Iwaszkin       |          |
| 2017 | Jehor Dementjew       | Andrij Brataszczuk   | Jauhien Sobal        |          |
| 2018 | Maciej Paterski       | Branisłau Samojłau   | Norman Vahtra        |          |
| 2019 | Jauhienij Karalok     | Onur Balkan          | Maksim Piskunow      |          |
| 2020 | odwołany              | odwołany             | odwołany             | odwołany |
| 2021 | odwołany              | odwołany             | odwołany             | odwołany |